# Alcoluche
Alcoluche es una entidad de población española del municipio de Vélez-Blanco, perteneciente a la provincia de Almería, en la comunidad autónoma de Andalucía.

## Historia
Hacia mediados del siglo XIX, el lugar era referido como una diputación ya por entonces perteneciente al municipio de Vélez-Blanco. Aparece descrito en el primer volumen del Diccionario geográfico-estadístico-histórico de España y sus posesiones de Ultramar de Pascual Madoz con las siguientes palabras:

ALCOLUCHE: diputación en la prov. de Almeria, part. jud. de Velez-Rubio, térm. jurisd. de Velez Blanco (V.).
(Madoz, 1845, p. 457)

En 2023, la entidad singular de población de Alcoluche tenía empadronados 3 habitantes, todos ellos en diseminado.